# Digital Ash in a Digital Urn
Digital Ash in a Digital Urn est l’un des deux albums de Bright Eyes (avec I'm Wide Awake, It's Morning) publié le 25 janvier 2005 chez Saddle Creek Records. Il a culminé à la 15e place aux États-Unis et à la 43e place des ventes au Royaume-Uni. Aux États-Unis, il s'est vendu à 268 000 exemplaires. En 2007, l' Independent Music Companies Association lui a décerné la certification or, indiquant des ventes d'au moins 100 000 exemplaires en Europe.  
Contrastant avec la nature acoustique de I'm Wide Awake, It's Morning, cet album offre des sonorités plus électroniques.   

## Tournée
Les singles Take It Easy (Love Nothing) de Digital Ash in a Digital Urn et Lua de l'album I'm Wide Awake, It's Morning ont tous deux pris la tête du tableau Billboard Hot 100. 
Le groupe fait une tournée mondiale pour promouvoir les deux albums. La première moitié de la tournée a fait la promotion du premier album, aux sonorités folk, et la seconde moitié de la tournée a été consacrée au deuxième album, plus électronique. Les deux disques se sont classés dans le top 20 des classements de Billboard. La tournée a été enregistrée et publiée sur l'album live Motion Sickness, sorti plus tard dans l’année.  
Pour ce qui est des collaborations, l'album a vu Conor Oberst être accompagné par Nick Zinner, de Yeah Yeah Yeah, et Jimmy Tamborello.

## Pistes de l'album
| No  | Titre                       | Durée |
| --- | --------------------------- | ----- |
| 1.  | Time Code                   | 4:28  |
| 2.  | Gold Mine Gutted            | 3:56  |
| 3.  | Arc of Time (Time Code)     | 3:54  |
| 4.  | Down in a Rabbit Hole       | 4:33  |
| 5.  | Take It Easy (Love Nothing) | 3:20  |
| 6.  | Hit the Switch              | 4:47  |
| 7.  | I Believe in Symmetry       | 5:24  |
| 8.  | Devil in the Details        | 4:06  |
| 9.  | Ship in a Bottle            | 3:27  |
| 10. | Light Pollution             | 3:16  |
| 11. | Theme to Piñata             | 3:18  |
| 12. | Easy/Lucky/Free             | 5:31  |

## Personnel
Remarque : Les deux albums sont les premiers de Bright Eyes sur lesquels Conor Oberst, Mike Mogis et Nate Walcott sont devenus les trois membres permanents du groupe. 
- Clark Baechle - batterie (titres 2, 9)
- Karen Becker - violoncelle (pistes 4, 7)
- Jason Boesel - batterie (pistes 2, 4–7, 9–12), percussions (pistes 2, 4–7, 9–12)
- Donna Carnes - violon (plages 4, 7)
- Digital Audio Engine - programmation (pistes 1, 3, 8)
- Sabrina Duim harpe (morceaux 6, 8, 11)
- Thomas Kluge - alto (plages 4, 7)
- Jiha Lee - flûte (pistes 6, 11)
- Clay Leverett - voix (piste 12), batterie (pistes 6, 7, 12)
- Andy LeMaster - voix (pistes 2, 9, 12), guitare (pistes 6 à 9, 12), basse (pistes 6 à 9, 12), claviers (pistes 6, 7), programmation supplémentaire (pistes 6)
- Mike Mogis - guitare (pistes 2 à 4, 6, 7, 10 à 12), wurlitzer (pistes 1, 3, 10), claviers, timbales (piste 6), carillons (piste 11), theremin (piste 2), baryton (pistes 2, 9)
- Stella Mogis - voix (pistes 1, 9)
- Conor Oberst - voix, guitare (pistes 5 à 7, 9 à 11), basse (piste 4), piano (piste 8), wurlitzer (pistes 2, 4, 5), claviers (pistes 2, 4, 10, 12), samples (pistes 1, 11), baryton (pistes 3, 5)
- Kim Salistean - violon (titres 4, 7)
- Jimmy Tamborello - programmation (plage 5)
- Maria Taylor - voix (pistes 4, 11, 12)
- Nate Walcott - trompette (piste 9), arrangement de cordes (pistes 4, 7)
- Nick White - claviers (pistes 7, 9)
- Nick Zinner - guitare (pistes 4, 6–8, 12), claviers (pistes 4, 5)